# GIZA studio presents -Girls-
『GIZA studio presents -Girls-』（ギザ・ステューディオ・プレゼンツ ガールズ）は、GIZA studioからリリースしたコンピレーション・アルバム。

## 内容
- GIZA studioに在籍していた女性歌手の楽曲を網羅したコンピレーション・アルバム[1]。なお、当時の所属歌手であるさぁさ等といった一部のアーティストの曲は収録されていない[2]。
- 2007年にNORTHERN MUSICへ移籍した3組のうち倉木麻衣、スパークリング☆ポイントは除外されているが滴草由実は収録されている。
- 活動終了したアーティストも4D-JAMや長谷実果、吉田知加等が収録されていない[3]。
- インディーズのみで作品を発表したアーティストも収録されていない[4]。
- sweet velvetの楽曲がCDに収録されるのはこのバンド唯一のアルバム[5]「I JUST FEEL SO "sweet"」以来、約10年8ヶ月ぶりとなる。
- 収録順は、アーティストの50音順となっている。
- ブックレットのSoul Crusadersのページに、SAFETY LOVEの規格品番がGZCA-1046の筈が、GZDA-1046と記載されてしまっている。

## 収録曲

### DISC1
1. 恋はスリル、ショック、サスペンス
作詞：愛内里菜　作曲：大野愛果　編曲：尾城九龍
2. FULL JUMP
作詞：愛内里菜　作曲：輝門　編曲：三輪緑
3. Dream×Dream
作詞：愛内里菜　作曲：徳永暁人　編曲：corin.
4. 空色の猫
作詞：AZUKI七　作曲：中村由利　編曲：古井弘人
5. Sha la la -アヤカシNIGHT-
作詞・作曲：稲葉浩志　編曲：葉山たけし
6. Delicious Way（原曲：倉木麻衣）
作詞：倉木麻衣　作曲：大野愛果　編曲：大野愛果・徳永暁人
7. ピエロ（原曲：B'z）
作詞：稲葉浩志　作曲：松本孝弘　編曲：葉山たけし
8. 眠っていた気持ち 眠っていたココロ
作詞：上木彩矢　作曲：大野愛果　編曲：葉山たけし
9. call my name
作詞：AZUKI七　作曲：中村由利　編曲：古井弘人
10. 夢みたあとで
作詞：AZUKI七　作曲：中村由利　編曲：古井弘人
11. Mysterious Eyes
作詞：AZUKI七　作曲：中村由利　編曲：古井弘人
12. 迷Q!?-迷宮-MAKE★YOU-
作詞：AZUKI七　作曲：大野愛果　編曲：尾城九龍
13. grand blue
作詞：北原愛子　作曲・編曲：徳永暁人
14. 謎
作詞・作曲：小松未歩　編曲：古井弘人
15. 願い事ひとつだけ
作詞・作曲：小松未歩　編曲：古井弘人
16. チャンス
作詞・作曲：小松未歩　編曲：古井弘人

参加アーティスト
愛内里菜(#1 - 3)、岩田さゆり(#4)、宇浦冴香(#5)、大野愛果(#6)、上木彩矢(#7, 8)、GARNET CROW(#9 - 11)、岸本早未(#12)、北原愛子(#13)、小松未歩(#14 - 16)

### DISC2
1. 君と約束した優しいあの場所まで
作詞：三枝夕夏　作曲・編曲：小澤正澄
2. ジューンブライド 〜あなたしか見えない〜
作詞：三枝夕夏　作曲・編曲：徳永暁人
3. Don't you wanna see me ＜oh＞ tonight?
作詞：滴草由実　作曲・編曲：徳永暁人
4. ココロが止まらない
作詞：三枝夕夏　作曲：大野愛果　編曲：小澤正澄
5. flame of love
作詞：秋本端月　作曲：大野愛果　編曲：古井弘人
6. beginning dream
作詞：菅崎茜　作曲：大野愛果　編曲：大賀好修
7. SAFETY LOVE
作詞：AZUKI七　作曲：大野愛果　編曲：寺尾広
8. こいはなび
作詞・作曲：高岡亜衣　編曲：小林哲
9. 世界 止めて
作詞：竹井詩織里　作曲：大野愛果　編曲：小林哲
10. easy game
作詞：松永安未　作曲：大野愛果　編曲：古井弘人
11. 週末大キライ
作詞：碧井椿　作曲：水野幹子　編曲：岡本仁志
12. destiny（原曲：RAMJET PULLEY）
作詞：麻越さとみ　作曲：間島和伸　編曲：清水俊也
13. 's All Right
作詞・作曲：編曲：YOKO Black. Stone
14. overjoyed
作詞：麻越さとみ　作曲：間島和伸　編曲：小林哲・RAMJET PULLEY
15. Still for your love
作詞：三好真美　作曲：三好誠　編曲：三好誠・古井弘人

参加アーティスト
三枝夕夏 IN db(#1 - 2)、滴草由実(#3)、JEWERLY(#4)、sweet velvet(#5)、菅崎茜(#6)、Soul Crusaders(#7)、高岡亜衣(#8)、竹井詩織里(#9)、the★tambourines(#10)、PINC INC(#11)、松橋未樹(#12)、YOKO Black. Stone(#13)、RAMJET PULLEY(#14)、rumania montevideo(#15)